# Faculdade de Comunicação e Artes da Pontifícia Universidade Católica de Minas Gerais
A Faculdade de Comunicação e Artes da Pontifícia Universidade Católica de Minas Gerais é uma unidade de ensino, pesquisa e extensão universitária, criada em Belo Horizonte em 1971.

## História
A Faculdade de Comunicação e Artes foi criada a partir da Escola Superior de Cinema, que surgiu no início dos anos 60 na então Universidade Católica de Minas Gerais. Seu primeiro diretor foi o padre Massote.
Em 1º de março de 1970, a pedido do reitor Dom Serafim, o Conselho Federal de Educação realiza alteração do artigo 134 do estatuto da UCMG, transformando a Escola de Cinema em Faculdade de Comunicação.
Anteriormente, a Faculdade ofertava um curso, oferecendo três habilitações em comunicação no campus Coração Eucarístico: Jornalismo, Relações Públicas e Publicidade e Propaganda. Hoje, o ingresso na Universidade ocorre de maneira separada e com currículos independentes, para propiciar aos alunos uma formação mais específica e completa.
Em 1999, foi criado o terceiro curso da faculdade, no campus de Arcos. Essa ampliação possibilitou à FCA expandir-se, levando sua proposta de formação de profissionais de comunicação a outras regiões de Minas Gerais.
Em 2000, a FCA inaugurou um novo curso na unidade São Gabriel. O curso de Gestão de Comunicação Integrada possibilitava ao aluno ter uma ampla visão da comunicação em suas diferentes áreas, para mais tarde optar pela formação na habilitação específica. 
Os cursos da FCA em Arcos e o curso de Gestão em Comunicação Integrada no São Gabriel não são mais ofertados.
Em 2014, o curso de Cinema e Audiovisual foi recriado, passando a integrar o leque de cursos oferecidos pela Faculdade. 

## Cursos

### Graduação
Atualmente, a Faculdade de Comunicação e Artes oferece quatro cursos de graduação: Cinema e Audiovisual, Jornalismo, Publicidade e Propaganda e Relações Públicas. As aulas são ministradas por 125 professores (18 doutores e 52 mestres) a cerca de 2.000 alunos, e trabalha para formar profissionais através do ensino, pesquisa, extensão e experimentação. Está presente no campus Coração Eucarístico, com os quatro cursos ofertados; na Unidade Praça da Liberdade com o curso de Publicidade e Propaganda; na Unidade São Gabriel, com os cursos de Jornalismo e Publicidade e Propaganda e no campus Poços de Caldas, com o curso de Publicidade e Propaganda.

### Pós-graduação

#### Mestrado
Em funcionamento na FCA desde 2006, no stricto sensu o Programa de Pós-graduação em Comunicação Social da PUC Minas articula-se em torno da área de concentração Interações Midiáticas e busca estudar a mediação e a interação como fatores constituintes de um ethos assentado sobre a disseminação de uma lógica midiática na contemporaneidade. Os processos de vinculação (associados à dimensão social) e de veiculação (associados ao campo das linguagens) são, portanto, estudados à luz de sua configuração por uma lógica de midiatização que não se esgota nos suportes ou dispositivos de veiculação de mensagens, mas se espraia pelo cotidiano como uma coerência organizadora das interações e dos imaginários, capaz de educar percepções e transformar nossa própria concepção das dimensões de espaço e tempo.
O PPGCOM conta ainda com grupos de pesquisa, como o Mídia e Narrativa e Mídia e Memória, que debatem textos e assuntos relativos aos estudos da comunicação.

#### Lato sensu
A Faculdade de Comunicação e Artes oferece também diversos cursos de pós-graduação lato sensu (especialização e MBA), por meio do Instituto de Educação Continuada da PUC Minas, o IEC.

## Experimentação
A FCA tem vida ativa na produção de pesquisa, extensão e atividades nos laboratórios. Possui parcerias com importantes empresas de comunicação, tendo também como possibilidade de prática a universitária a E-motion Audiovisual, produtora da PUC Minas, e a rádio online. Oferece diversas opções de experimentação do conteúdo aprendido em sala de aula em seus laboratórios, distribuídos nos quatro locais de atuação da FCA, em Belo Horizonte (Coração Eucarístico, Praça da Liberdade, São Gabriel) e em Poços de Caldas. 
- Agência Experimental Beta (São Gabriel)
- Centro de Comunicação Integrada (CCI)
- Centro de Crítica da Mídia (CCM)
- Centro de Experimentação da Imagem e do Som (Ceis)
- Centro de Pesquisa em Comunicação (Cepec)
- Colab - Laboratório de Comunicação Digital da Faculdade de Comunicação e Artes
- Agência Experimental Helvética (Poços de Caldas)
- Jornal Marco (Coração Eucarístico e São Gabriel)
- Laboratório de Inovação em Jornalismo (LabiJ) (São Gabriel)
- Núcleo de Experimentação Publicitária (NEP) (Coração Eucarístico)
- Núcleo 3P (Praça da Liberdade)
- Núcleo de Vídeo Mobile (NUVEM) (São Gabriel)
- O Mundo
- Rádio Online

## Campus Poços de Caldas

### Helvetica!
A estrutura da FCA no campus Poços de Caldas da PUC Minas possui sua própria agência laboratório para realização de projetos de comunicação, a Helvetica! Agência Lab.. Semestralmente, por meio de um processo seletivo, os alunos podem trabalhar na agência como voluntários ou estagiários, o que possibilita um forte enriquecimento em sua formação. As vagas oferecidas são para Atendimento, Planejamento, Criação (Direção de Arte e Redação), Produção Gráfica, RTVC e Mídia. Além disso, a Helvetica! desenvolve projetos para suprir as demandas internas e externas, organizando campanhas para a própria Universidade e também para clientes particulares. 

### Labcom
O Labcom é o laboratório de convergência midiática do curso do campus de Poços de Caldas onde se trabalha em três frentes (fotografia, áudio e vídeo) por meio de um especialista para cada área, sendo que uma intervém na outra. O laboratório é coordenado por um gerente, responsável por supervisionar todos os trabalhos realizados, como eventos, campanhas, podcasts e projetos internos e externos. Para a demanda externa se trabalha de duas formas. Na primeira se realiza em conjunto com a Helvética, onde é feita a prospecção dos clientes, o gerenciamento da campanha com os roteiros que são enviados para os estúdios do Labcom onde é produzido o material multimídia. Na segunda são trabalhos para outros cursos e consequentemente não têm nenhum tipo de vínculo institucional. Nesse caso, equipamentos necessários para os estúdios são recebidos como troca para a entrega desses trabalhos.
O Laboratório conta com três ilhas de edição de vídeo, sendo todas elas equipadas com Mac Pro, e uma delas fica metade da semana à disposição do programa televisivo No Pique Da PUC, veiculado pela TV Poços. Há também uma ilha para captação e para edição de áudio. O laboratório em conjunto com o D.A. do curso de Propaganda disponibiliza ainda alguns iMacs para os alunos utilizarem.

#### MEC
Em agosto de 2013 a comissão de avaliadores do Ministério da Educação (MEC) visitou o curso de Publicidade de Propaganda da PUC Minas em Poços de Caldas para fazer a avaliação do curso. Eles se reuniram com professores e alunos para colher informações, além de visitar os laboratórios, salas de aulas, biblioteca e toda a estrutura em que se apoia o curso. O conceito atribuído pelo MEC foi 4, o que corresponde a uma excelente classificação para o curso. Assim sendo, a Publicidade e Propaganda de Poços de Caldas inicia o ciclo de avaliações do Enade (Exame Nacional de Desempenho dos Estudantes) com uma ótima classificação.

#### Jornada da Comunicação
No campus de Poços de Caldas o curso de Comunicação Social realiza em todos os semestres a Jornada da Comunicação, com assuntos que variam todos semestres, que preparam o aluno em frente ao mercado de trabalho. Elas contam com presenças de profissionais da área, para dar palestras/orientações para todos alunos do curso. E também nesta semana além das palestras, ocorrem, várias Oficinas preparatórias relacionadas à pratica cotidiana dos assuntos retratados em cada Jornada. E o aluno que se interessar em participar das oficinas pode fazer suas inscrições pelo FCA-Poços de Caldas, envolvendo-se com elas e responsabilizando-se em participar. O aproveitamento dessa semana além de abrir para os alunos, compartilhamentos e recepções de novos conhecimentos da área que pretende atuar, as horas palestrais e das oficinas funcionam como cargas horárias, que contam para a conclusão da graduação.

### Trabalho Extensionista Interdisciplinar (TEI)
A coordenação do curso de Comunicação Social – Publicidade e Propaganda da PUC Minas que atua em Poços de Caldas, por meio do TEI (Trabalho Extensionista Interdisciplinar), implanta aos alunos do 1º ao 6º período com projetos de extensão nas praticas cotidianas do curso estimulando, apoiando e acompanhando os projetos, que visem o desenvolvimento humano e o olhar compreensivo e critico do aluno. O objetivo é incentivá-los a elaboração de trabalhos com foco nas atividades de extensão, colocando em praticas investigativas que favorece a comunicação regional. A ideia é que os alunos desenvolvam no decorrer do curso, produtos de comunicação com o foco na comunicação, e que possa contribuir para o desenvolvimento cultural, intelectual e social. Sendo uma disciplina obrigatória.

## Importância para o mercado
Em suas cinco décadas de história, a FCA PUC Minas já formou diversos comunicadores renomados. 
No jornalismo, destaque para Chico Pinheiro e Artur Almeida, da TV Globo, e Adriana Araújo, da RecordTV. Também estudaram na FCA, os repórteres Carlos Eduardo Alvim, Danilo Girundi e Sérgio Marques, da TV Globo Minas.
O publicitário Conrado Almada, diretor de comerciais, filmes publicitários e videoclipes também é ex-aluno da PUC Minas. Maíra Lemos, ex-apresentadora do Globo Esporte na TV Globo Minas é formada em Jornalismo e Publicidade e Propaganda pela PUC Minas. 
No âmbito empresarial, as ex-alunas Ana Paula Gondim, gerente de Comunicação e Marketing do Sistema FIEMG e Viviane Seabra Villela, gerente de Comunicação e Marketing da Telefônica Vivo em MG são alguns exemplos.

## Corpo Docente
- Profª Adelina Martins de la Fuente - Diretora da Faculdade de Comunicação e Artes[7]
- Profª Viviane Maia - Chefe do Departamento de Comunicação e Coordenadora do Curso de Jornalismo - Unidade Coração Eucarístico;
- Prof. Mozahir Salomão Bruck - Secretário de Comunicação da PUC Minas;
- Profª Rita Louback - Coordenadora das Relações Internacionais da PUC Minas e do Programa Ciências Sem Fronteiras;
- Prof. Robertson Mayrink;
- Profª Aléssia Franco - Coordenadora do Curso de Relações Públicas;
- Prof. Getúlio Neuremberg - Coordenador do Curso de Jornalismo (Unidade São Gabriel);
- Prof. Caio Giannini - Coordenador do Curso de Publicidade e Propaganda (Unidade São Gabriel);
- Prof. Valério Augusto - Coordenador do Curso de Publicidade e Propaganda (Unidade Praça da Liberdade);
- Profª Ana Maria Oliveira - Redatora-chefe do jornal laboratório Marco;
- Profª Iara Franco - Integrante do Colegiado de Jornalismo e Coordenadora do Lab Áudio;
- Profª Maria Elizabeth Miranda - Integrante do Colegiado de Cinema e Coordenadora do Ceis;
- Profª Cláudia Siqueira Caetano - Coordenadora do Cepec;
- Profª Lúcia Lamounier;
- Profª Junia Miranda;
- Profª Teresinha Maria de Carvalho Cruz Pires;
- Prof. Alexandre Mota - Coordenador do NEP;
- Profª Fabiana Abaurre
- Prof. Ercio Sena;
- Prof. Márcio Serelle - Coordenador do Mestrado em Comunicação;
- Prof. Enaldo Souza Lima
- Profª Eleonora Bastos Horta - Professora de Economia em todos os cursos da FCA no campus Coração Eucarístico